# Festuca eskia
Festuca eskia — вид квіткових рослин з родини злакових (Poaceae).

## Біоморфологічна характеристика
Багаторічник; росте пучками. Стебла голі, вигнуті біля основи, у довжину 20–50 см і завтовшки 1–2.2 мм. Листові піхви гладкі й голі. Листовий язичок 3–7 мм завдовжки. Листові пластини прямі чи вигнуті, жорсткі, сизі, 0.7–1.6 мм завширшки; поверхня листкової пластинки ребриста, гладка, гола; верхівка гостра. Суцвіття — відкрита перервана поникла волоть 5–9.5 см завдовжки; гілки волоті голі чи запушені; колосочки поодинокі, на квітконіжках. Колосочки зі зменшеними квіточками на верхівці; колосочки довгасті, стиснуті збоку, 8–10.5 мм завдовжки, розпадаються у зрілості, розчленовуючись під кожною родючою квіточкою. Колоскові луски стійкі, схожі, коротші від колоска, ланцетні, без кіля, з гострою верхівкою; верхня луска 3-жилкова, 5.1 мм завдовжки, 0.75 від довжини суміжної родючої леми; нижня луска 1-жилкова. Родюча лема довгаста, 6–6.9 мм завдовжки, без кіля, 5-жилкова, з гострою верхівкою, з 1 остюком. Палея 2-жилкова, гола. Верхівкові безплідні квіточки схожі на плодючі, але недорозвинені. Пиляків 3. Зернівка зворотно-яйцеподібна.

## Середовище проживання
Це ендемічний вид Піренеїв (Франція, Іспанія). Росте на кременистих гірських галявинах і терасах; любить кислі ґрунти, де мало основ і дуже мало поживних речовин; потреби у воді досить середні чи навіть скромні.

## Етимологія
Festuca походить від кельтського fest, що означає «пасовище», оскільки цей рід поширений на пасовищах; eskia походить від іспанського esquiza та від грецького skizeïn що означає «розщеплювати», оскільки, як відомо, ця рослина пошкоджує морду чи боки великої рогатої худоби.

## Галерея

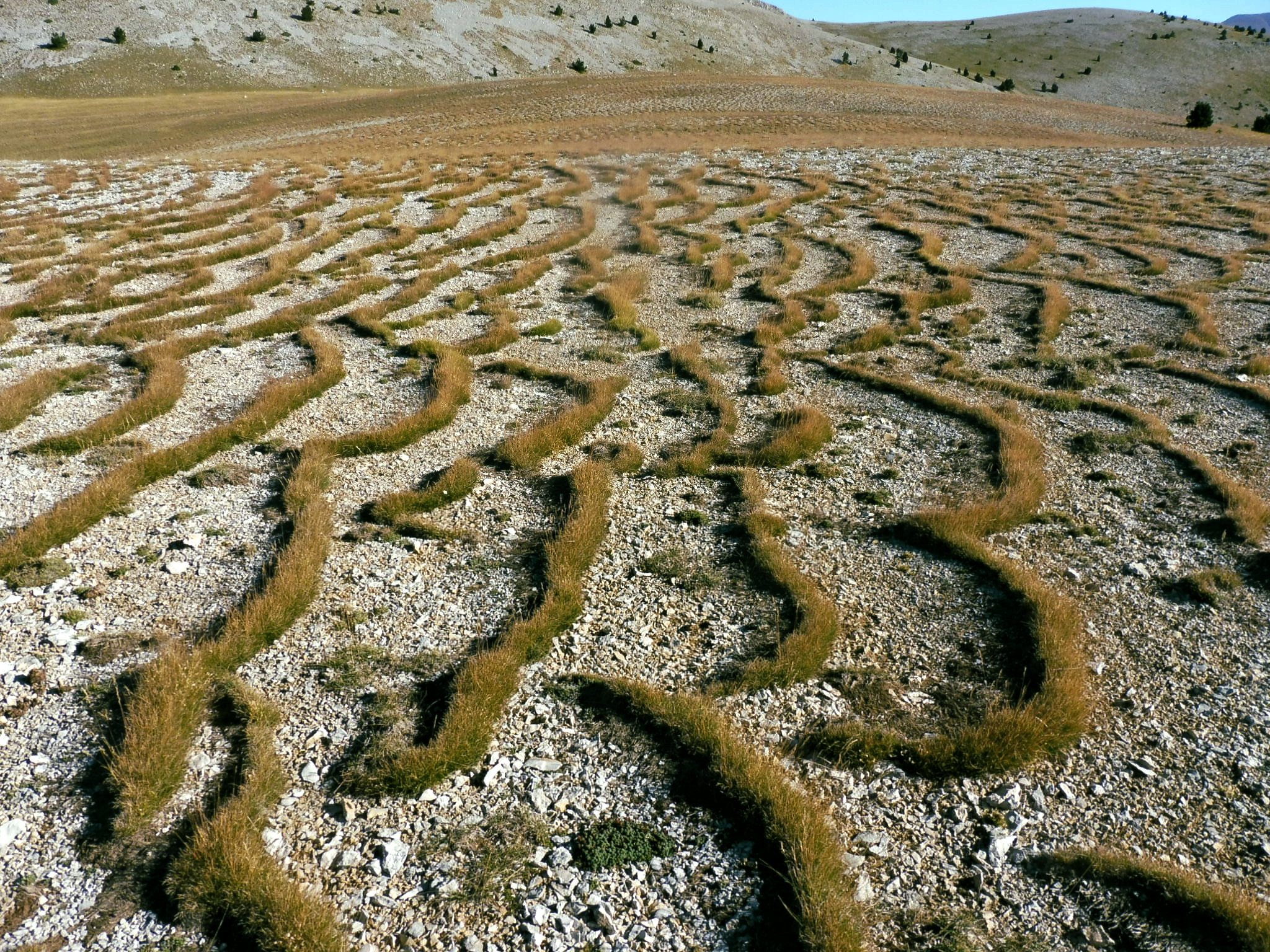
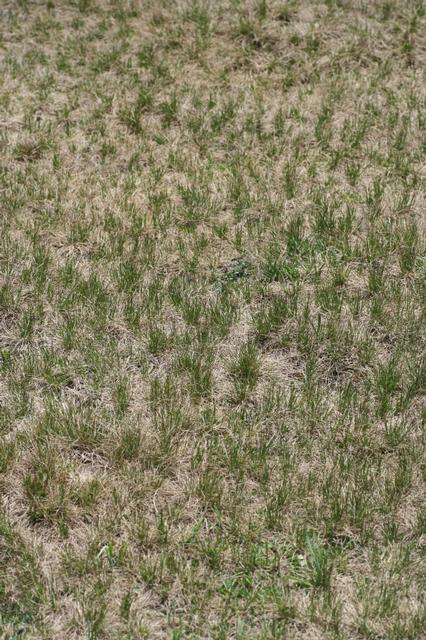
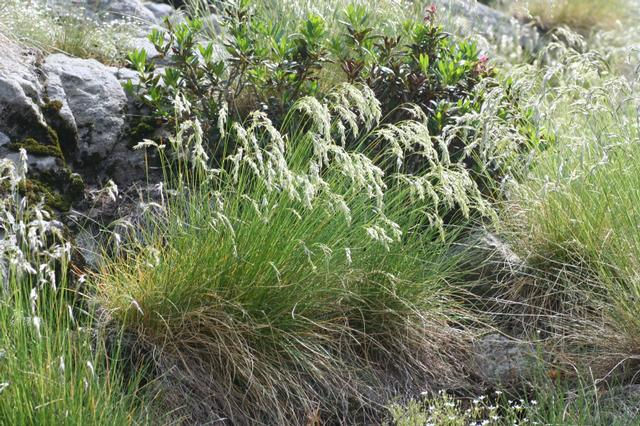
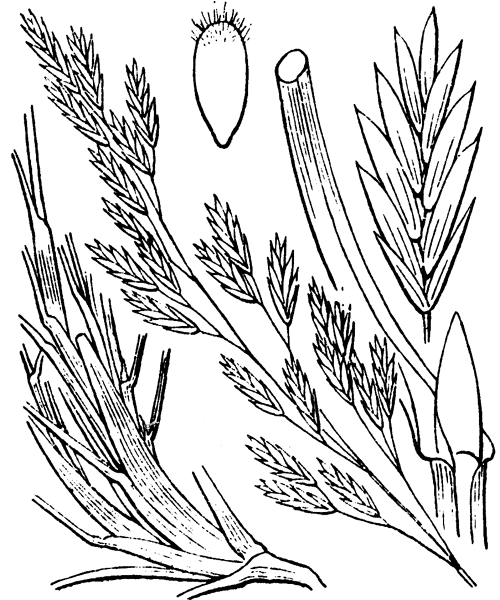